# Félix T. Garzón
Félix Tomás Garzón (1861-1939) fue un político argentino, gobernador de la provincia de Córdoba.
Pertenecía a una distinguida familia: estaba emparentado con el Dr. Tomás Garzón y con Eleázar Garzón, este último gobernador de Córdoba entre 1890 y 1892.
Fue profesor de la Universidad, abogado de ferrocarriles y presidente de la Sociedad Rural. En lo político fue diputado y juez en lo civil.
En 22 de septiembre de 1873, Garzón fundó el Banco Provincial de Córdoba, más tarde como Banco de Córdoba.
Durante el gobierno de José Manuel Álvarez (1901-1904), fue ministro de hacienda. En 1903 fue elegido intendente municipal de la ciudad de Córdoba, asumiendo el cargo el 4 de septiembre. Al año siguiente fue electo vicegobernador de la provincia. Renunció a la intendencia el 10 de mayo de 1904 y asumió la vicegobernación el 17 del mismo mes, ocupándola hasta 1907. Posteriormente, durante el Gobierno del Dr. Ortíz y Herrera, fue ministro.
En noviembre de 1909, la fórmula Félix Tomás Garzón gobernador - Manuel Vidal Peña vice triunfó en los comicios para la renovación de autoridades provinciales.
Asumió el gobierno el 17 de mayo de 1910. Era el año del Centenario Argentino, el cual se celebró con actos y desfiles por las calles y con funciones en el Teatro Rivera Indarte.
Bajo su gestión en la floreciente Argentina, apoyo al desarrollo y fundación de pueblos en la pampa cordobesa, ejemplo el pueblo de Los Surgentes ( Antigua posta del Camino Real Cabeza de Tigre), aportando los recursos de la provincia para su fundación, así como Justiniano Posse, Hernando, El Fortin, Elena, La Paquita, entre otros fundados en su mandato.
En 1911, creó el Conservatorio Superior de Música de Córdoba que aún lleva su nombre, a pedido de las damas de la alta sociedad, que, según el Acta de Fundación de tal, solicitaban al Sr. Gobernador la creación de un espacio de enseñanza de música, para así evitar que las damas debieran trasladarse a la ciudad de Buenos Aires.
En el orden nacional, en ese mismo año se sancionó la llamada "Ley Sáenz Peña", razón por la cual el Dr. Garzón declaró la necesidad de reformas a la Constitución provincial, las cuales fueron promulgadas el 6 de septiembre de 1912.
Concluyó su mandato el 17 de mayo de 1913. Posteriormente, se alejó del conservadurismo cordobés e incluso, en 1917 en ocasión de los comicios legislativos, apoyó al radicalismo.